# Nitrome
Nitrome Games Limitedは、ロンドンを拠点としたイギリスの独立系ゲーム開発会社である。NitromeはUnity製 の（かつてはFlash製の）インターネットブラウザ向けのゲームを製作しているほか、モバイル端末向けのゲームもリリースしている。 Nitromeのゲームはピクセルアートによるデザインと漫画調の外観に加え、チップチューンや全てのゲームの開始時にジングルを使用することによって特徴づけられている。Nitromeは2004年にMatthew AnnalとHeather Stancliffeの2人のグラフィックデザイナーが携帯電話向けのゲームを制作しようとして発足した。代わりに、インターネットでのFlashゲームの手数料を取るようになった。Nitromeのゲームのキャラクターの中には、他のビデオゲームやテレビ番組などのキャラクターに触発されているものがある。Nitromeのゲームはウェブサイトに公開されており、またMiniclip、MTV Arcade、Frivなどの他のウェブサイトでの利用が許可されている。

## 歴史
Nitromeのアイデアは、Matthew AnnalとHeather Stancliffeの会話から生まれた。Annalは彼らに携帯電話向けのゲームを制作することを示唆した。Stancliffeは当初は躊躇していたが、良い考えだと説得された。彼らのその後のプロジェクトのための一時的なWebサイトは2005年4月3日に最初に立ち上げられ、 そこには彼らが企画した最初のゲームである「Chick Flick」のプレビュービデオが掲載された。それ以来、Nitromeは146のFlashゲームを制作してきた。2014年10月7日にリリースされた135番目のゲームである「Turn-Undead」から、モバイル端末とPCゲームに参入している。
2011年9月、Annalの兄弟であるJonathan Roy Annalが加わった。2011年11月、Nitromeは100番目のゲーム「Nitrome Must Die」をリリースした。Nitrome Must Dieは、それ以前の99個のゲームに登場した敵を撃つゲームであった。彼らの136番目のゲームは「Endless Doves」である。2015年、140番目のゲームである「Fluffball」と、2007年からリリースされていなかった141番目のゲームであり2011年の「Silly Sausage」の続編である「Silly Sausage in Meat Land」をリリースして歴史に名を残した。 また2015年には、142番目のゲームである「Cooped Up」がリリースされ、続いて「Green Ninja」、「Vault」、「Beneath the Lighthouse」をリリース、最終的には2016年に彼らが最初に公表したゲームである「Ultimate Briefcase」をリリースした。2017年にはゲーム「Bomb Chicken」のティーザーがリリースされた。2018年には、同ゲームがNintendo Switchでも発売されることが明らかになり、最終的にNitromeにとって大きなマイルストーンとなった。2019年8月にはショベルナイトシリーズの新作「Shovel Knight Dig」をヨットクラブゲームズと共同開発することが発表された。

## ゲーム
同社が作ったゲームは4つの主要なカテゴリーに分かれている。「Hearted」 は、ゲームごとに存在するハートボタンから最も多くの高評価を受けたゲームであり、したがって最も人気があると考えられている。「All Games」 はNitromeによって作成されたすべてのゲームのリストであり、「Multiplayer games」 は複数人が一度にプレイできるように設計されている。 最後に、2012年にリリースされた「Touchy」は、Nitromeのモバイル端末向けアプリであり、Nitrome Touchyでプレイ可能なゲームを特集している。ゲームは複数のカテゴリに分類できる。 2015年7月8日、Nitromeは、Nitrome Touchyが正式に中止されたことを発表し、Touchyに関連するすべてのリンクとサービスが削除された 。「Turn-Undead」は2014年10月にリリースされた最終的なTouchyのゲームだった。 
Nitromeは、MTV Arcade、CandystandとMiniclip向けのゲームを開発してきた。
ゲームのほとんどはレベル（通常10〜100）に分かれており、負けた場合でも達成したレベルをリプレイすることができる。 いくつかのゲームには、ボス戦の概念もある。
2009年7月、Nitrome Limited は、プレイヤーがブラウザゲームの追加コンテンツ購入することを可能にするシステムであるMochiCoinsを使用する最初のゲームである「Twin Shot 2」をリリースした。 Matthew AnnalはNitromeは「実験的に」それを導入しただけで、「全てのゲームに導入するつもりはない」と述べた。 Nitromeは2回のアップデートを行った「B.C. Bow Contest」で再びMochiCoinsを導入した。しかし、MochiCoinsはMochiMediaによって廃止され、Nitromeはそれ以上MochiCoinsを使用できなくなった。
2010年から2013年までパックマンに似たゲームである「Bad Ice-Cream」が3バージョン存在した。

## バージョン

### Nitrome1.0
Nitrome.com 1.0はNitrome.comの最初のバージョン。2005年4月5日に開始され、当時は小規模であった。2006年11月8日から16日にバージョン1.5に更新されたため、このバージョンは長くは続かなかった。

### Nitrome1.2
Nitrome1.2は、Nitrome Limitedのウェブサイトの以前のバージョンであり、最新のバージョンとはカテゴリ分けが多少異なり、ハートシステムが無く、アイコンの代わりに副題のついた画像が使用されていた。

### Nitrome1.5
Nitrome 1.5は、Nitrome 1.2の更新されたバージョン。より細いアイコン、ブログとショップが追加された。

### Nitrome2.0
新しい機能には、フロントページのコンテンツが多くなり、RSSフィード、ハートシステム、Sharing、Tweetingなどが導入された。

### Nitrome2.5
現在のバージョン（2013年7月19日現在）。Nitromeアカウントが追加された。